# Portonovo Sociedad Deportiva
El Portonovo Sociedad Deportiva es un equipo de fútbol español de la localidad gallega de Portonovo, en el municipio de Sangenjo, provincia de Pontevedra. Fue fundado en 1948 y milita en la Preferente Galicia, aunque en la temporada 2020-21 decidió no competir.

## Estadio
El equipo juega sus partidos como local en el Estadio de Baltar, con capacidad para 5.000 espectadores.

## Datos del club
- Temporadas en 1.ª: 0
- Temporadas en 2.ª: 0
- Temporadas en 2ªB: 0
- Temporadas en 3.ª: 13
- Mejor puesto en liga: 6.º (3.ª, temporada 1985/86)

### Historial por temporadas
| Temporada | Nivel | Categoría    | Puesto |
| --------- | ----- | ------------ | ------ |
| 1977/78   | 7     | 2.ª Regional | 4.º    |
| 1978/79   | 6     | 1.ª Regional | 5.º    |
| 1979/80   | 6     | 1.ª Regional | 9.º    |
| 1980/81   | 6     | 1.ª Regional | 2.º    |
| 1981/82   | 5     | Preferente   | 5.º    |
| 1982/83   | 5     | Preferente   | 9.º    |
| 1983/84   | 5     | Preferente   | 16.º   |
| 1984/85   | 5     | Preferente   | 1.º    |
| 1985/86   | 4     | 3.ª          | 6.º    |
| 1986/87   | 4     | 3.ª          | 14.º   |
| 1987/88   | 4     | 3.ª          | 19.º   |
| 1988/89   | 5     | Preferente   | 3.º    |
| 1989/90   | 5     | Preferente   | 8.º    |
| 1990/91   | 5     | Preferente   | 4.º    |
| 1991/92   | 5     | Preferente   | 2.º    |

| Temporada | Nivel | Categoría  | Puesto |
| --------- | ----- | ---------- | ------ |
| 1992/93   | 4     | 3.ª        | 12.º   |
| 1993/94   | 4     | 3.ª        | 18.º   |
| 1994/95   | 5     | Preferente | 9.º    |
| 1995/96   | 5     | Preferente | 10.º   |
| 1996/97   | 5     | Preferente | 16.º   |
| 1997/98   | 5     | Preferente | 5.º    |
| 1998/99   | 5     | Preferente | 7.º    |
| 1999/00   | 5     | Preferente | 10.º   |
| 2000/01   | 5     | Preferente | 6.º    |
| 2001/02   | 5     | Preferente | 1.º    |
| 2002/03   | 4     | 3.ª        | 16.º   |
| 2003/04   | 4     | 3.ª        | 15.º   |
| 2004/05   | 4     | 3.ª        | 14.º   |
| 2005/06   | 4     | 3.ª        | 12.º   |
| 2006/07   | 4     | 3.ª        | 8.º    |

| Temporada | Nivel | Categoría   | Puesto |
| --------- | ----- | ----------- | ------ |
| 2007/08   | 4     | 3.ª         | 15.º   |
| 2008/09   | 4     | 3.ª         | 18.º   |
| 2009/10   | 5     | Preferente  | 1.º    |
| 2010/11   | 4     | 3.ª         | 19.º   |
| 2011/12   | 5     | Preferente  | 11.º   |
| 2012/13   | 5     | Preferente  | 4.º    |
| 2013/14   | 5     | Preferente  | 11.º   |
| 2014/15   | 5     | Preferente  | 3.º    |
| 2015/16   | 5     | Preferente  | 14.º   |
| 2016/17   | 5     | Preferente  | 18.º   |
| 2017/18   | 6     | 1.ª Galicia | 4.º    |
| 2018/19   | 6     | 1.ª Galicia | 1.º    |
| 2019/20   | 5     | Preferente  | 17.º   |
| 2020/21   |       | no compitió |        |

## Palmarés
- Preferente Autonómica (3): 1984-85, 2001-02, 2009-10
- Primera Autonómica (1): 2018-19